# NTT物性科学基礎研究所

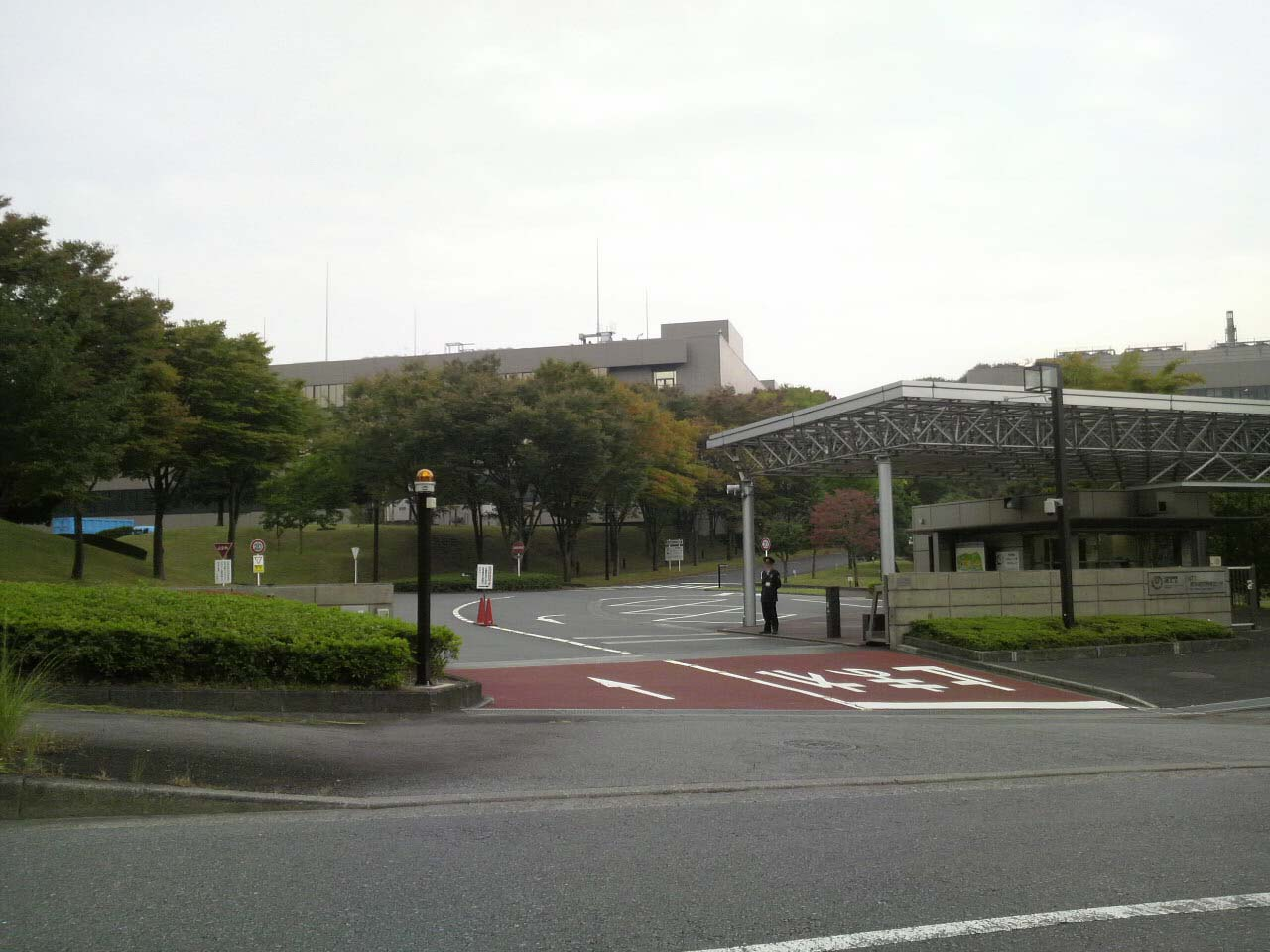
NTT厚木研究開発センタ（神奈川県厚木市）

NTT物性科学基礎研究所（エヌティーティーぶっせいかがくきそけんきゅうじょ、英称：NTT Basic Research Laboratories、略称：NTT-BRL）は、神奈川県厚木市にあるNTTの研究所である。物性物理学・材料科学分野において、非常に影響力の高い基礎研究を行っており、日本の企業研究所を代表する研究所の1つといえる（ネイチャー、サイエンス、フィジカル・レビュー・レターズといった非常に権威ある雑誌に多くの論文が掲載されている）。
近年の重要な研究成果としては、量子ビット（超伝導磁束量子ビット、核スピン量子ビット）の構築、遠紫外発光ダイオードの開発、単電子測定、アト秒レーザーによるPHz高周波の観測、フォトニック結晶による光の閉じこめの実現などがある。
2007年現在所属する研究員は100名ほどである。企業の研究所としては博士号取得者が比較的多く所属し、物性科学基礎研究所でキャリアを積んだ後大学などの公的研究機関に転出する者が多い。